# Daichi Sawano
Daichi Sawano (jap. 澤野大地 Sawano Daichi; ur. 16 września 1980 w Osace) – japoński lekkoatleta, skoczek o tyczce.

## Osiągnięcia
- złoty medal mistrzostw Azji (Kolombo 2002)
- 8. miejsce na mistrzostwach świata (Helsinki 2005)
- złoto mistrzostw Azji (Inczon 2005)
- 2. miejsce w Pucharze Świata (Ateny 2006)
- złoty medal podczas Igrzysk azjatyckich (Doha 2006)
- 10. miejsce w mistrzostw świata (Berlin 2009)
- brązowy medal mistrzostw Azji (Guangdong 2009)
- złoty medal mistrzostw Azji (Kobe 2011)
- srebrny medal podczas igrzysk azjatyckich (Inczon 2014)

- wielokrotny mistrz i rekordzista[1] kraju

Sawano trzykrotnie reprezentował Japonię na igrzyskach olimpijskich. W Atenach w 2004 zajął 13. lokatę, zaś 4 lata później w Pekinie zajął 16. miejsce w eliminacjach odpadając z dalszej rywalizacji. Wystąpił również na igrzyskach olimpijskich w Rio de Janeiro, gdzie zakwalifikował się do finału i ukończył go na 7. miejscu.

## Rekordy życiowe
- Skok o tyczce – 5,83 (2005) rekord Japonii
- Skok o tyczce (hala) – 5,70 (2004) były rekord Japonii[2]